# Liste des as des forces armées japonaises

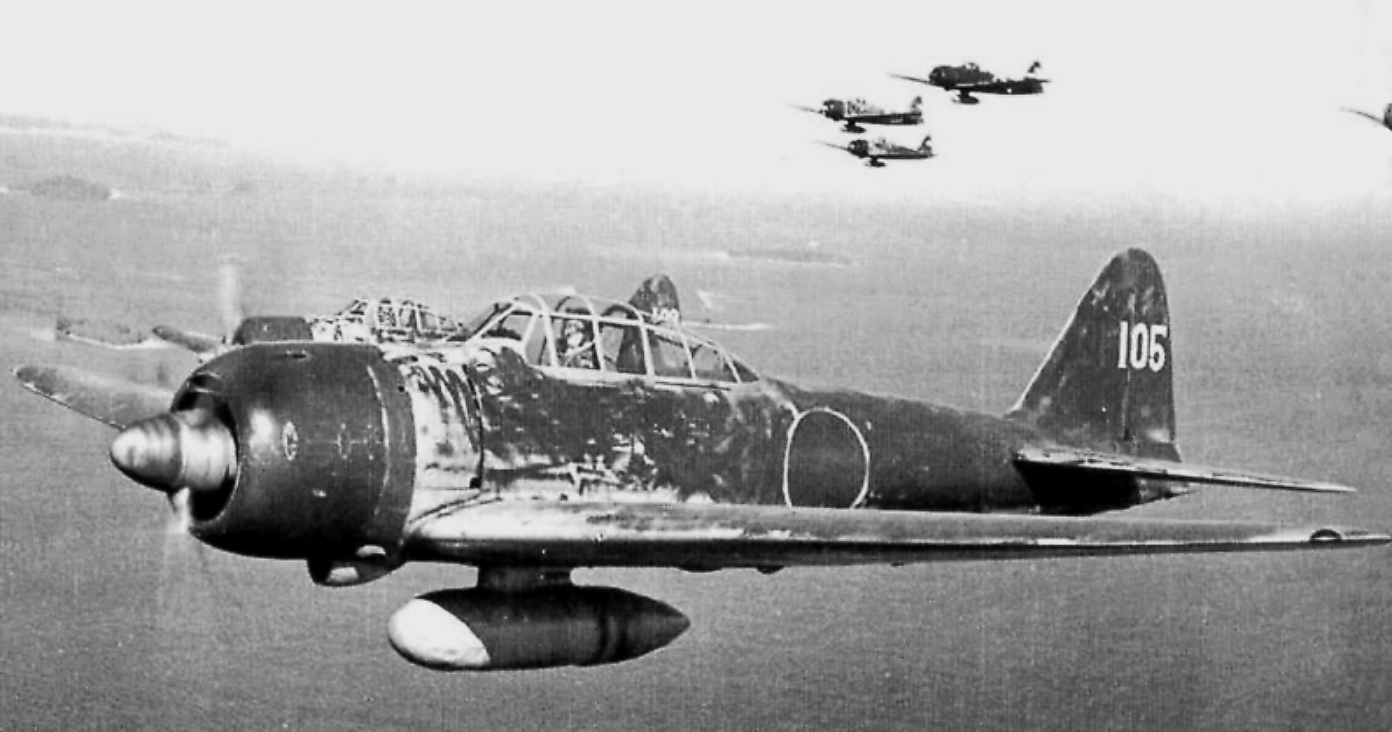
L'As de l'aéronavale japonaise, Hiroyoshi Nishizawa survole en 1943 les îles Salomon à bord de son Mitsubishi A6M3. Après la bataille des Salomon orientales, l'aviation japonaise opère encore dans ce secteur du Pacifique.

Cette liste correspond à la « liste officielle » présentée par les services historiques des Forces japonaises d'autodéfense. 
Pendant la période concernée (1937-1945), les forces aériennes de l'empire du Japon se divisaient en deux branches: le Service aérien de l'Armée impériale japonaise et le Service aérien de la Marine impériale japonaise. 
C'est pourquoi cette liste offre deux listes distinctes qui suivent cette division. En ce qui concerne la période considérée, elle prend en compte, outre les combats de la Seconde Guerre mondiale (1941 - 1945), ceux de la guerre sino-japonaise de 1937-1945 et ceux de Mongolie (1939).

## Liste des as du Service aérien de l'Armée impériale japonaise
Il est à noter que la "liste officielle" actuelle des as de l'armée impériale ne comprend que les noms des pilotes ayant obtenu plus de 8 victoires homologuées.
| Grade              | Nom et prénom de l'As | Palmarès total | spécial:1937-41 |
| ------------------ | --------------------- | -------------- | --------------- |
| Adjudant           | Shinohara, Hiromichi  | 58             | 58              |
| sgt-major          | Anabuki, Satoshi      | 39             |                 |
| Lieutenant         | Tarui, Mitsuyoshi     | 38             | 28              |
| Adjudant           | Sasaki, Isamu         | 38             |                 |
| Major              | Kuroe, Yasuhiko       | 30             | 2               |
| Capitaine          | Shimada, Kenji        | 27             | 27              |
| Lieutenant         | Sumino, Goichi        | 27             |                 |
| Adjudant           | Shibata, Rikio        | 27             | 14              |
| Lieutenant         | Kanai, Moritsugu      | 26             | 7               |
| Sous-lieutenant    | Saito, Shogo          | 26+            | 25              |
| Lieutenant         | Hosono, Isamu         | 26             | 21              |
| Adjudant           | Furugori, Goro        | 25+            | 20+             |
| Sgt-major          | Hanada, Tomio         | 25             | 25              |
| Sous-lieutenant    | Saito, Chiyoji        | 24/28          | 21              |
| Adjudant           | Kato, Shoji           | 23             | 23              |
| Major              | Togo, Saburo          | 22             | 22              |
| Capitaine          | Hasegawa, Tomoari     | 22             | 19              |
| Sgt-major          | Ohtsuka, Zenzaburo    | 22             | 22              |
| Capitaine          | Asano, Hitoshi        | 22             | 22              |
| Major              | Iwahashi, Jozo        | 21+            | 20              |
| Adjudant           | Kira, Katsuaki        | 21             | 9               |
| Adjudant           | Shiromoto, Naoharu    | 21             | 11              |
| Sgt-major          | Yoshiyama, Bunji      | 20             | 20              |
| Capitaine          | Ozaki, Nakakazu       | 19             |                 |
| Capitaine          | Takeuchi, Shogo       | 19             |                 |
| Sgt-major          | Kimura, Saburo        | 19             | 19              |
| Adjudant           | Yamaguchi, Bun-ichi   | 19             |                 |
| Adjudant           | Ohbusa, Yojiro        | 19             |                 |
| Major              | Wakamatsu, Yukiyoshi  | 18+            |                 |
| Lieutenant-colonel | Kato, Tateo           | 18             | 10              |
| Adjudant           | Shimizu, Kazuo        | 18             |                 |
| Adjudant           | Ishii, Takeo          | 18             | 18              |
| Adjudant           | Takagaki, Haruo       | 17+            | 15              |
| Lieutenant         | Suzuki, Shoichi       | 17             | 17              |
| Adjudant           | Hanada, Mamoru        | 17             | 17              |
| Lieutenant         | Takamiya, Keiji       | 17             |                 |
| Sgt-major          | Motojima, Muneyoshi   | 16+            | 16+             |
| Major              | Yonaga, Hyoe          | 16             | 16              |
| Major              | Namai, Kiyoshi        | 16             |                 |
| Lieutenant         | Kuroki, Tameyoshi     | 16             | 3               |
| Adjudant           | Inoue, Masao          | 16             | 8               |
| Adjudant           | Ito, Riichi           | 16             | 16              |
| Sgt-major          | Shimokawa, Yukio      | 16             |                 |
| Adjudant           | Ogura, Mitsuo         | 16             |                 |
| Sergent            | Igarashi, Tomesaku    | 16             |                 |
| Lieutenant         | Yajima, Yoshihiko     | 16             | 16              |
| Capitaine          | Nakamura, Saburo      | 15+            |                 |
| Major              | Sakagawa, Toshio      | 15+            |                 |
| Capitaine          | Nango, Shigeo         | 15+            |                 |
| Adjudant           | Hazawa, Iwatoro       | 15+            |                 |
| Adjudant           | Seino, Eiji           | 15+            |                 |
| Sgt-major          | Ohtake, Kyushiro      | 15+            |                 |
| Adjudant           | Matsu-ura, Toshio     | 15+            | 10+             |
| Sgt-major          | Ono, Megumu           | 15             | 15              |
| Sous-lieutenant    | Masuzawa, Masatoshi   | 15             | 10              |
| Capitaine          | Onozaki, Hiroshi      | 14             |                 |
| Adjudant           | Mune, Noboru          | 14             |                 |
| Adjudant           | Nogushi, Takashi      | 14             |                 |
| Sergent            | Shono, Tadashi        | 14             |                 |
| Capitaine          | Motomura, Koji        | 14             | 14              |
| Adjudant           | Ishizuka, Tokuyasu    | 14             | 12              |
| Caporal            | Okuda, Jiro           | 14             | 14              |
| Adjudant           | Minami, Takaaki       | 14             | 14              |
| Sgt-major          | Hirohata, Tomio       | 14             |                 |
| Capitaine          | Kuwabara, Yoshiro     | 13+            |                 |
| Adjudant           | Takahashi, Takeo      | 13+            |                 |
| Capitaine          | Kurono, Shoji         | 13             | 12              |
| Sous-lieutenant    | Shindo, Norio         | 13             |                 |
| Sgt-major          | Ashida, Masao         | 13             | 13              |
| Capitaine          | Ito, Totaro           | 13             |                 |
| Major              | Eto, Toyoki           | 12             | 2               |
| Capitaine          | Anma, Katsumi         | 12+            | 5               |
| Major              | Hinoki, Yohei         | 12             |                 |
| Major              | Kobayashi, Teruhiko   | 12             |                 |
| Sous-lieutenant    | Aoyagi, Yutaka        | 12+            | 10              |
| Adjudant           | Iwase, Koichi         | 12             | 12              |
| Sous-lieutenant    | Nishihara, Goro       | 12             | 12              |
| Adjudant           | Ishizawa, Koji        | 11+            | 11              |
| Capitaine          | Shishimoto, Hironojo  | 11             |                 |
| Sgt-major          | Suzuki, Eisaku        | 11             | 11              |
| Sergent            | Kodama, Takayori      | 11             | 11              |
| Sous-lieutenant    | Kanbara, Daisuke      | 11             | 11              |
| Major              | Sawada, Mitsugu       | 11             | 7               |
| Major              | Fukuda, Tokuro        | 11             | 11              |
| Adjudant           | Tsubone, Kosuke       | 10+            |                 |
| Lieutenant         | Ichikawa, Chuichi     | 10+            |                 |
| Lieutenant         | Shimamura, Miyoshi    | 10             | 8               |
| Sgt-major          | Sudo, Tokuya          | 10             | 10              |
| Adjudant           | Nomura, Akiyoshi      | 10             |                 |
| Sgt-major          | Kobayashi, Taro       | 10             | 10              |
| Adjudant           | Yasuda, Yoshito       | 10+            |                 |
| Adjudant           | Kashima, Shintaro     | 9+             | 9+              |
| Major              | Hirose, Yoshito       | 9              | 2               |
| Lieutenant         | Kawahara, Kosuke      | 9              | 9               |
| Major              | Sakai, Iori           | 9+             | 8+              |
| Lieutenant         | Nakasaki, Shigeru     | 9              |                 |
| Capitaine          | Kani, Saiji           | 9              | 9               |
| Major              | Takiyama, Yamato      | 9              | 9               |
| Lieutenant         | Takiguchi, Hiroshi    | 9              |                 |
| Capitaine          | Kashiide, Isamu       | 9              | 2               |
| Major              | Noguchi, Kyushichi    | 9              | 9               |
| Sous-lieutenant    | Takahashi, Katsutaro  | 9              | 2               |
| Adjudant           | Hayashi, Takeomi      | 9              | 2               |
| Adjudant           | Kimura, Yutaka        | 9              | 9               |
| Adjudant           | Shimizu, Takeshi      | 9              | 4               |
| Adjudant           | Ohmori, Shokichi      | 9              |                 |
| Sergent            | Sueda, Toshiyoki      | 9              |                 |
| Sergent            | Kato, Kenji           | 9              |                 |
| Adjudant           | Ina, Akira            | 9              | 9               |
| Sous-lieutenant    | Ogawa, Makoto         | 9              |                 |
| Sous-lieutenant    | Kanamaru, Teizo       | 8              | 3               |
| Major              | Kawamoto, Koki        | 8              |                 |
| Capitaine          | Tsuchiya, Takashi     | 8              |                 |
| Sous-lieutenant    | Kimura, Sadamitsu     | 8              |                 |
| Adjudant           | Tashiro, Tadao        | 8              |                 |
| Capitaine          | Ito, Naoyuki          | 8              |                 |
| Sergent            | Nishioka, Shigetsune  | 8              |                 |
| Sgt-major          | Yamato, Mitsuo        | 8              |                 |
| Capitaine          | Miyamaru, Masao       | 8              |                 |
| Sgt-major          | Ohkubo, Misao         | 8              |                 |
| Adjudant           | Tobita, Hitoshi       | 8              |                 |
| Sous-lieutenant    | Terada, Shinobu       | 8              |                 |
| Lieutenant         | Ono, Satoru           | 8              |                 |

### Liste complémentaire
Cette deuxième liste comprend les noms de pilotes nippons ayant obtenu de 5 à 7 victoires.
| Grade      | Nom et Prénom       | Palmarès total |
| ---------- | ------------------- | -------------- |
| Lieutenant | Fukuyama, Yonesuke  | 7              |
| Lieutenant | Gomi, Hiroshi       | 7              |
| Lieutenant | Sekiguchi, Hiroshi  | 7              |
| Capitaine  | Ikuno, Fumisuke     | 6              |
| Capitaine  | Yoshida, Yshio      | 6              |
| Lieutenant | Yoshioka, Yoshitaro | 6              |
| Adjudant   | Sumi, Tadao         | 6              |
| Sergent    | Negishi, Nobuji     | 6              |
| Sergent    | Noguchi, Yoshinori  | 6              |
| Capitaine  | Inayama, Hideaki    | 5+             |
| Major      | Ishikawa, Tadashi   | 5              |
| Capitaine  | Takanashi, Tatsuo   | 5              |
| Major      | Kbayashi, Teruhiko  | 5              |
| Lieutenant | Ogata, Naoyuki      | 5              |

## Liste des as du service aérien de la Marine impériale japonaise
| Nom                 | Nombre de victoires | Préfecture de naissance | Remarque                 | Source |
| Hiroyoshi Nishizawa | 87                  | Nagano                  | Tué le 26 octobre 1944   | ,      |
| Tetsuzō Iwamoto     | Environ 80          | Shimane                 |                          | ,      |
| Shōichi Sugita      | Environ 70          | Niigata                 | Tué le 4 avril 1945      | ,      |
| Saburō Sakai        | 64                  | Saga                    |                          | ,      |
| Takeo Okumura       | 54                  | Fukui                   | Tué le 22 septembre 1943 | ,      |
| Toshio Ōta          | 34                  | Nagasaki                | Tué le 21 octobre 1942   | ,      |
| Kazuo Sugino        | 32                  | Yamaguchi               |                          | ,      |
| Shizuo Ishii        | 29                  | Fukushima               | Tué le 24 octobre 1943   | ,      |
| Kaneyoshi Mutō      | 28                  | Aichi                   | Tué le 24 juillet 1945   | ,      |
| Junichi Sasai       | 27                  | Tokyo                   | Tué le 26 août 1942      | ,      |
| Sadaaki Akamatsu    | 27                  | Kōchi                   |                          | ,      |
| Naoshi Kanno        | 25                  | Miyagi                  | Tué le 1er août 1945     | ,      |
| Nobuo Ogiya         | 24                  | Ibaraki                 | Tué le 13 février 1944   | ,      |
| Shigeo Sugio        | Plus de 20          | Miyazaki                | Tué le 13 septembre 1942 | ,      |
| Kazushi Utō         | 19                  | Ehime                   | Tué le 6 novembre 1944   | ,      |
| Kiichi Nagano       | 19                  | Shizuoka                |                          | ,      |
| Hiroshi Okano       | 19                  | Ibaraki                 |                          | ,      |
| Masayuki Nakase     | 18                  | Tokushima               | Tué le 9 février 1942    | ,      |
| Akio Matsuba        | 18                  | Mie                     |                          | ,      |
| Sadamu Komachi      | 18                  | Ishikawa                |                          | ,      |
| Takeo Tanimizu      | 18                  | Mie                     |                          | ,      |
| Masajirō Kawato     | 18                  | Kyoto                   |                          | ,      |
| Saburō Saitō        | 18                  | Yamagata                |                          | ,      |
| Kiyoshi Itō         | 18                  | Niigata                 |                          | ,      |
| Yoshio Ōki          | 17                  | Ibaraki                 | Tué le 16 juin 1943      | ,      |
| Kuniyoshi Tanaka    | 17                  | Saga                    |                          | ,      |
| Masao Masuyama      | 17                  | Nagasaki                |                          | ,      |
| Keishū Kamihira     | 17                  | Kanagawa                |                          | ,      |
| Minoru Honda        | 17                  | Kumamoto                |                          | ,      |
| Susumu Ishihara     | 16                  | Aichi                   |                          | ,      |
| Toraichi Takatsuka  | 16                  | Shizuoka                | Tué le 13 septembre 1942 | ,      |
| Zenjirō Miyano      | 16                  | Osaka                   | Tué le 16 juin 1943      | ,      |
| Ryōji Ōhara         | 16                  | Miyagi                  |                          | ,      |
| Bunkichi Nakajima   | 16                  | Toyama                  | Tué le 6 octobre 1943    | ,      |
| Yoshiichi Nakaya    | 16                  | Nagano                  |                          | ,      |
| Kunimichi Katō      | 16                  | Aichi                   |                          | ,      |
| Masami Shiga        | 16                  | Ibaraki                 |                          | ,      |
| Hideo Watanabe      | 16                  | Fukushima               |                          | ,      |
| Kunimori Nakakariya | 16                  | Kagoshima               |                          | ,      |
| Yoshimi Minami      | 15                  | Kagawa                  | Tué le 25 novembre 1944  | ,      |
| Satoshi Yoshino     | 15                  | Chiba                   | Tué le 9 juin 1942       | ,      |
| Wataru Nakachimi    | 15                  | Osaka                   |                          | ,      |
| Shigeru Shibukawa   | 15                  | Osaka                   |                          | ,      |
| Motonari Suhō       | 15                  | Tottori                 |                          | ,      |
| Minpo Tanaka        | 15                  | Nagasaki                |                          | ,      |
| Kenji Okabe         | 15                  | Fukuoka                 |                          | ,      |
| Masuaki Endō        | 14                  | Fukushima               | Tué le 7 juillet 1943    | ,      |
| Ichirōbei Yamazaki  | 14                  | Tokyo                   | Tué le 4 juillet 1943    | ,      |
| Morotsuna Yoshida   | 14                  | Okayama                 | Tué le 7 août 1942       | ,      |
| Masao Taniguchi     | 14                  | Fukuoka                 |                          | ,      |
| Yukiharu Ozeki      | Au moins 14         | Aichi                   | Tué le 24 octobre 1944   | ,      |
| Kenichi Takahashi   | 13                  | Nagano                  |                          | ,      |
| Kiyoto Koga         | 13                  | Fukuoka                 | Tué le 16 septembre 1938 | ,      |
| Watari Handa        | 13                  | Fukuoka                 |                          | ,      |
| Akiba Yamamoto      | 13                  | Shizuoka                | Tué le 24 novembre 1944  | ,      |
| Sahei Yamashita     | 13                  | Shizuoka                | Tué le 9 février 1943    | ,      |
| Momoto Matsumura    | 13                  | Yamaguchi               | Tué le 25 octobre 1944   | ,      |
| Toshio Kuroiwa      | 13                  | Fukuoka                 | Tué le 25 août 1944      | ,      |
| Hideo Maeda         | 13                  | Mie                     | Tué le 17 février 1944   | ,      |
| Gitarō Miyazaki     | 13                  | Kōchi                   | Tué le 1er juin 1942     | ,      |
| Hiroshi Shibagaki   | 13                  | Niigata                 | Tué le 22 janvier 1944   | ,      |
| Masaichi Kondō      | 13                  | Ehime                   |                          | ,      |
| Shigetaka Ōmori     | 13                  | Yamanashi               | Tué le 26 octobre 1942   | ,      |
| Matsuo Hagiri       | 13                  | Shizuoka                |                          | ,      |
| Isamu Miyazaki      | 13                  | Kagawa                  |                          | ,      |
| Fujikazu Koizumi    | 13                  | Fukui                   | Tué le 27 janvier 1944   | ,      |
| Iyozoh Fujita       | 13                  | Oita                    |                          | ,      |
| Kanichi Kashimura   | 12                  | Kagawa                  | Tué le 6 mars 1943       | ,      |
| Keisaku Yoshimura   | 12                  | Niigata                 | Tué le 25 octobre 1942   | ,      |
| Takeo Kanamaru      | 12                  | Yamanashi               |                          | ,      |
| Tetsuo Kikuchi      | 12                  | Iwate                   | Tué le 19 juin 1944      | ,      |
| Kiyoshi Shimizu     | 12                  | Kyoto                   | Tué le 26 janvier 1944   | ,      |
| Chitoshi Isozaki    | 12                  | Ehime                   |                          | ,      |
| Sadao Yamaguchi     | 12                  | Hiroshima               | Tué le 4 juillet 1944    | ,      |
| Masao Sasakibara    | 12                  | Aomori                  |                          | ,      |
| Koshirō Yamashita   | 11                  | Kōchi                   | Tué le 30 mars 1944      | ,      |
| Kiyoshi Sekiya      | 11                  | Tochigi                 | Tué le 24 juin 1944      | ,      |
| Kōzaburō Yasui      | 11                  | Kyoto                   | Tué le 19 juin 1944      | ,      |
| Tomezō Yamamoto     | 11                  | Hokkaidō                | Tué le 24 juin 1944      | ,      |
| Yoshio Wajima       | 11                  | Hokkaidō                | Tué le 23 février 1944   | ,      |
| Matao Ichioka       | 11                  | Gifu                    | Tué le 9 avril 1944      | ,      |
| Takeichi Kokubu     | 11                  | Fukushima               | Tué le 2 septembre 1942  | ,      |
| Hatsuo Hidaka       | 11                  | Kagoshima               |                          | ,      |
| Yoshio Ōishi        | 11                  | Shizuoka                | Tué le 4 mai 1945        | ,      |
| Tsutomu Iwai        | 11                  | Kyoto                   |                          | ,      |
| Yoshijirō Shirahama | 11                  | Tokyo                   |                          | ,      |
| Mitsuo Hori         | 11                  | Gifu                    |                          | ,      |
| Sumio Fukuda        | 11                  | Tokushima               | Tué le 14 octobre 1944   | ,      |
| Yoshimao Kodaira    | 11                  | Nagano                  |                          | ,      |
| Ichirō Yamamoto     | 11                  | Ehime                   | Tué le 19 juin 1944      | ,      |
| Saburō Kitahata     | Au moins 10         | Hyogo                   | Tué le 23 janvier 1943   | ,      |
| Teruo Sugiyama      | 10                  | Yamaguchi               | Tué le 4 février 1944    | ,      |
| Jiro Tanaka         | 10                  | Saitama                 | Tué le 10 décembre 1942  | ,      |
| Shinsaku Tanaka     | 10                  | Kumamoto                | Tué le 12 septembre 1944 | ,      |
| Takao Banno         | 10                  | Aichi                   | Tué le 7 octobre 1943    | ,      |
| Isamu Ishii         | 10                  | Osaka                   | Tué le 11 mai 1945       | ,      |
| Kazuo Hattori       | Au moins 10         | Aichi                   | Tué le 30 mars 1944      | ,      |
| Yoshizaku Nagahama  | Au moins 10         | Fukuoka                 | Tué le 6 septembre 1943  | ,      |
| Seiichi Kurosawa    | 10                  | Saitama                 | Tué le 6 août 1943       | ,      |
| Yoshirō Hashiguchi  | Au moins 10         | Fukuoka                 | Tué le 25 octobre 1944   | ,      |
| Yasuhiro Shigematsu | Au moins 10         | Tokyo                   | Tué le 8 juillet 1944    | ,      |
| Hōhei Kobayashi     | Au moins 10         | Gunma                   | Tué le 25 octobre 1944   | ,      |
| Kagemitsu Matsuo    | Au moins 10         | Fukuoka                 | Tué le 23 décembre 1943  | ,      |
| Shigetoshi Kudō     | 10                  | Oita                    |                          | ,      |
| Isamu Mochizuki     | 10                  | Saga                    | Tué le 6 février 1944    | ,      |
| Shigeru Takahashi   | 10                  | Miyagi                  |                          | ,      |
| Tomokazu Kasai      | 10                  | Hyogo                   |                          | ,      |
| Tomita Atake        | 10                  | Chiba                   |                          | ,      |
| Katsuyoshi Yoshida  | 10                  | Hyogo                   |                          | ,      |
| Takahide Aioi       | 10                  | Hiroshima               |                          | ,      |
| Kenichi Abe         | 10                  | Oita                    |                          | ,      |
| Sekizen Shibayama   | 10                  | Saitama                 |                          | ,      |
| Ayao Shirane        | 9                   | Tokyo                   | Tué le 24 novembre 1944  | ,      |
| Toshiyuki Sueda     | 9                   | Fukuoka                 | Tué le 6 octobre 1943    | ,      |
| Kiyonobu Suzuki     | 9                   | Fukuoka                 | Tué le 26 octobre 1942   | ,      |
| Jūzō Okamoto        | 9                   | Tokushima               | Tué le 11 octobre 1942   | ,      |
| Kiichi Oda          | 9                   | Niigata                 | Tué le 10 décembre 1944  | ,      |
| Mitsugu Mori        | Au moins 9          | Shizuoka                |                          | ,      |
| Kazuo Tsunoda       | 9                   | Chiba                   |                          | ,      |
| Hideo Morinio       | 9                   | Hiroshima               |                          | ,      |
| Jirō Matsuda        | 9                   | Nagasaki                |                          | ,      |
| Kaname Harada       | 9                   | Nagano                  |                          | ,      |
| Hideo Izumi         | 9                   | Toyama                  | Tué le 30 avril 1942     | ,      |
| Susumu Matsuki      | 9                   | Niigata                 | Tué le 13 septembre 1942 | ,      |
| Yoshio Nakamura     | 9                   | Hokkaidō                |                          | ,      |
| Saji Kanda          | 9                   | Oita                    | Tué le 10 juin 1943      | ,      |
| Tadao Yamanaka      | 9                   | Kōchi                   |                          | ,      |
| Moriji Sako         | 9                   | Kumamoto                |                          | ,      |
| Toshihisa Shirakawa | 9                   | Kagawa                  | Tué le 22 septembre 1943 | ,      |
| Tokushige Yoshizawa | 9                   | Akita                   | Tué le 6 janvier 1945    | ,      |
| Teigo Ishida        | 9                   |                         | Tué le 16 avril 1945     | ,      |
| Ichirō Higashiyama  | 9                   | Nagano                  | Tué le 8 juillet 1944    | ,      |
| Yoshio Fukui        | 9                   | Kagawa                  |                          | ,      |
| Tadashi Kaneko      | 8                   | Yamagata                |                          | ,      |
| Masao Iizuka        | 8                   | Tochigi                 | Tué le 15 octobre 1944   | ,      |
| Takeyoshi Ōno       | 8                   | Ishikawa                | Tué le 30 juin 1943      | ,      |
| Sachio Endo         | 8                   | Yamagata                | Tué le 14 janvier 1945   | ,      |
| Toyoo Moriura       | 8                   | Kumamoto                | Tué le 25 octobre 1942   | ,      |
| Hiroshi Suzuki      | 8                   | Chiba                   | Tué le 13 octobre 1944   | ,      |
| Kaoru Takaiwa       | 8                   | Nagasaki                | Tué le 10 février 1944   | ,      |
| Yoshio Iwaki        | 8                   | Karafuto                | Tué le 24 août 1942      | ,      |
| Tomokazu Ema        | 8                   | Nara                    | Tué le 29 octobre 1944   | ,      |
| Koichi Magara       | 8                   | Mie                     | Tué le 14 septembre 1942 | ,      |
| Katsuma Shigemi     | 8                   | Shimane                 | Tué le 4 février 1943    | ,      |
| Kurakazu Gotō       | 8                   | Fukuoka                 | Tué le 9 septembre 1943  | ,      |
| Shigeru Yano        | 8                   | Tochigi                 | Tué le 17 avril 1942     | ,      |
| Yoshihisa Tokuji    | 8                   | Miyazaki                | Tué le 19 juin 1944      | ,      |
| Satoru Ono          | 8                   | Oita                    |                          | ,      |
| Shinkichi Ōshima    | 8                   |                         | Tué le 15 juin 1944      | ,      |
| Kazuo Murakana      | 8                   | Fukuoka                 |                          | ,      |
| Mochifumi Nango     | 8                   | Tokyo                   |                          | ,      |
| Kiyomi Katsuki      | 8                   | Fukuoka                 |                          | ,      |
| Giichi Sasaki       | 7                   | Miyagi                  | Tué le 19 février 1943   | ,      |
| Jiro Chono          | 7                   | Ehime                   | Tué le 21 février 1941   | ,      |
| Osamu Kudo          | 7                   | Oita                    | Tué le 3 mars 1942       | ,      |
| Masao Sugawara      | 7                   | Akita                   |                          | ,      |
| Tadashi Torakuma    | 7                   | Oita                    | Tué le 16 avril 1943     | ,      |
| Juzo Kuramoto       | 6                   | Tokyo                   |                          | ,      |
| Yoshimasa Nakagawa  | 6                   | Fukuoka                 |                          | ,      |
| Yoshimitsu Naka     | 5                   |                         |                          | ,      |
| Yutaka Morioka      | 5                   |                         |                          | [ 5 ]  |
| Toyomitsu Tusjinoue | 5                   |                         |                          | [ 5 ]  |
| Yoshisuke Arita     | 5                   |                         |                          | [ 5 ]  |
| Yoshihiko Takenaka  | 5                   |                         |                          | [ 5 ]  |
| Seiji Ishikawa      | 5                   |                         |                          | [ 5 ]  |
| Enji Kakimoto       | 5                   |                         |                          | [ 5 ]  |

### Sources
- (en) Henry Sakaida, Japanese Army Air Force Aces 1937-45, Osprey, 1997 (ISBN 978-1855325296)
- (en) Henry Sakaida, Imperial Japanese Navy Aces 1937–45, Osprey, 1998 (ISBN 978-1-78200-539-1)
- (en) Ikuhiko Hata, Yasuho Izawa et Christopher Shores, Japanese Army Air Force Units and Their Aces, 1931–1945, Casemate Publishers, 21 avril 2009 (ISBN 978-1-909166-28-8, lire en ligne)
- (en) Ikuhiko Hata, Yasuho Izawa et Christopher F. Shores, Japanese naval air force fighter units and their aces 1932 - 1945, Grub Street, 2011 (ISBN 978-1-906502-84-3)